# Джайсалмер
Джайсалмер — місто у штаті Раджастхан. Центр однойменного округу. Населення складало 58 тисяч осіб. (2001).
Золота доба Джайсалмера випала на XII століття, коли раджпутський махараджа Равал Джайсал заснував на найвищому місці в окрузі фортецю, що стала резиденцією його наступників. Благополуччя Джайсалмера підійшло до кінця на початку XIV століття, коли його розорив делійський султан. Згодом (до 1818 р) їм управляли принци будинку Великих Моголів.
Незважаючи на мальовничість забудови з жовто-коричневого піщанику, Джайсалмер через свою віддаленість від центрів цивілізації рідко відвідується туристами. До нашого часу твердиня махараджи залишається домом для чверті містян. Крім палацу, всередині фортечних мурів стоять старовинні джайніські храми і сховище санскритських і пракритських рукописів.

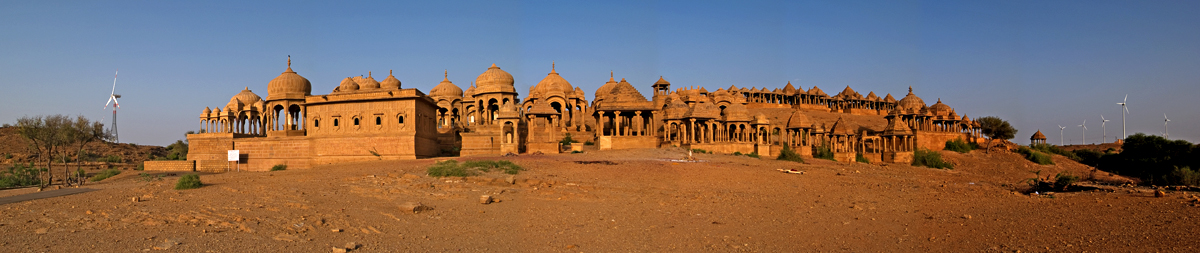
Покинутий сад із середньовічними кенотафами в околицях Джайсалмера.

Знаменитий індійський режисер Сатьяджит Рей був настільки заворожений красою Джайсалмера, що помістив в ньому дію свого детективного роману, екранізованого в 1974 році під назвою «Золота фортеця».

## Походження назви
Джайсалмер названий на честь Махаравала Джайсала Сінгха, короля раджпутів у 1156 році. «Джайсалмер» означає «Гірська фортеця Джайсала». Джайсалмер іноді називають «Золотим містом», через жовті піски і жовтого пісковика, який використовувався в архітектурі міста.

## Географія
Лежить посередині Великої індійської пустелі. Відразу за містом починається національний парк Пустеля.

### Клімат
Місто знаходиться у зоні, котра характеризується кліматом тропічних пустель. Найтепліший місяць — червень із середньою температурою 33.9 °C (93 °F). Найхолодніший місяць — січень, із середньою температурою 15.7 °С (60.3 °F).
| Клімат Джайсалмера      | Клімат Джайсалмера | Клімат Джайсалмера | Клімат Джайсалмера | Клімат Джайсалмера | Клімат Джайсалмера | Клімат Джайсалмера | Клімат Джайсалмера | Клімат Джайсалмера | Клімат Джайсалмера | Клімат Джайсалмера | Клімат Джайсалмера | Клімат Джайсалмера | Клімат Джайсалмера |
| Показник                | Січ.               | Лют.               | Бер.               | Квіт.              | Трав.              | Черв.              | Лип.               | Серп.              | Вер.               | Жовт.              | Лист.              | Груд.              | Рік                |
| Середній максимум, °C   | 23,7               | 27,1               | 32,6               | 38,2               | 41,6               | 40,8               | 37,7               | 36                 | 36,4               | 36,1               | 31                 | 25,5               | 33,9               |
| Середня температура, °C | 15,7               | 18,8               | 24,5               | 30,1               | 33,6               | 33,9               | 32,1               | 30,7               | 30,3               | 28,2               | 22,2               | 17                 | 26,4               |
| Середній мінімум, °C    | 7,6                | 10,5               | 16,4               | 21,9               | 25,6               | 27                 | 26,5               | 25,4               | 24,2               | 20,2               | 13,4               | 8,5                | 18,9               |
| Норма опадів, мм        | 1.5                | 3                  | 2.7                | 21                 | 8.9                | 15.1               | 60.1               | 75.8               | 17.6               | 2.4                | 1.5                | 2.4                | 212                |
| ----------------------- | ------------------ | ------------------ | ------------------ | ------------------ | ------------------ | ------------------ | ------------------ | ------------------ | ------------------ | ------------------ | ------------------ | ------------------ | ------------------ |
| Джерело: Weatherbase    |                    |                    |                    |                    |                    |                    |                    |                    |                    |                    |                    |                    |                    |